# Deutsche Studiengemeinschaft
Die Deutsche Studiengemeinschaft (DSG) mit Sitz in Leonberg wurde im August 2000 von bekannten Rechtsextremisten gegründet. Dem baden-württembergischen Verfassungsschutz zufolge ist sie einer der rechtsextremen Zirkel, die zum Ziel haben, die Szene auf breiter Front mit einem möglichst einheitlichen und intellektuellen Rüstzeug an ideologisch-theoretischer Grundausstattung zu versehen. Sie habe sich zum Ziel gesetzt, „durch gegenseitige Information und gemeinsame Studien politische Problemstellungen zu untersuchen und inhaltliche Schlussfolgerungen zu erarbeiten sowie den Meinungsbildungsprozess zu unterstützen.“ Zu diesen Zwecken bilde sie „Studienkreise“, die sich mit einzelnen Fragestellungen gezielt befassen. 

## Führungskreis der deutschen Studiengemeinschaft
Die DSG repräsentieren: 
- Albrecht Jebens, Mitglied im Vorstand der rechtsextremen „Gesellschaft für freie Publizistik“,
- Walter Staffa, Nürtingen, Vorsitzender des „Deutschen Seminars “, ehemaliger Vorsitzender des „Witikobundes“, wie Jebens Autor in den geschichtsrevisionistischen Vierteljahresheften „Deutschland in Geschichte und Gegenwart“ des rechtsextremen Grabert-Verlages.
- Felix Buck, der ehemalige stellvertretende Bundesvorsitzende der NPD,[2][3]
- Uwe Rheingans, früherer NPD-Abgeordneter,
- Edmund Sawall, Referent bei der „Gesellschaft für freie Publizistik“ und Autor der rechtsextremen Zeitschrift Nation & Europa,[4]
- Rolf Kosiek, Nürtingen, Vorstand der „Gesellschaft für freie Publizistik“, einstiger Chefideologe der NPD, Lektor bei der Verlagsgemeinschaft Grabert/Hohenrain, „Deutsches Seminar“, Witikone.[5]

## Aktivitäten und Selbstverständnis
Immer wieder gibt die DSG Resolutionen heraus. Oft wenden diese sich gegen Zuwanderung nach Deutschland, die sie als Unterwanderung des deutschen Volkes sieht („Einwanderung ist Landnahme und kann langfristig für Unruhen und Bürgerkrieg sorgen“, aus der Resolution „Bevölkerungspolitik. Demographischer Wandel und Zuwanderung“, verabschiedet auf der Eisenacher Tagung im Oktober 2002). Die DSG tritt für den „biologisch-ethnischen Bestand“ des „deutschen Volkes“ ein, den sie durch die Zuwanderung und durch demographische Befunde gefährdet sieht: Im Jahr 2004 veröffentlichte die „Deutsche Studiengemeinschaft“ (DSG) den Aufruf „Die Identität des Deutschen Volkes“:
„Das Deutsche Volk ist in seinem biologisch-ethnischen Bestand und seiner kulturellen Identität auf das schwerste bedroht. Dieser Bedrohung entschieden entgegenzutreten, gehört zur Verantwortung jedes Deutschen. […] Trotz rechtzeitiger Warnung durch Bevölkerungswissenschaftler unterblieb seit über dreißig Jahren eine das Deutsche Volk sichernde Bevölkerungspolitik. Der Versuch, mit einer weiteren Einwanderung von Menschen aus völlig fremden Kulturkreisen die fehlenden Deutschen zu ersetzen, ist keine Lösung. Im Gegenteil: Eine solche Einwanderung beschleunigt die Auflösung des Deutschen Volkes und ist daher abzulehnen. Diese gefährliche Bedrohung erfordert eine sofortige Wende […] Die Wiederherstellung gesunder Familienstrukturen ist eine unabdingbare Voraussetzung. Die unveränderbare Bestimmung des Grundgesetzes, wonach die »Ehe und Familie… unter den besonderen Schutz der staatlichen Ordnung« zu stellen sind, erlaubt keine Aufweichung zu Gunsten lebenswidriger Gemeinschaften. […] Das dichtest besiedelte Deutschland darf aus ökologischen, wirtschaftlichen und kulturellen Gründen kein Einwanderungsland sein. Insbesondere die Einwanderung von außerhalb der EU-Länder ist zu verhindern […]“
Die Unterzeichner als Herausgeber dieses Aufrufes waren: Felix Buck, Albrecht Jebens, Rolf Kosiek, Uwe Rheingans, Günter Poser, Edmund Sawall, Walter Staffa (Deutsche Studiengemeinschaft DSG).
Die DSG bezeichnet sich selbst als „eine überparteiliche Initiative von unabhängigen Persönlichkeiten“.
Das baden-württembergische Innenministerium gab 2002 bekannt, dass Flugblätter bei Veranstaltungen der rechtsextremistischen Szene verteilt worden sind. 
Der baden-württembergische Verfassungsschutz publizierte, dass die DSG eine Homepage betreibt, auf der sie Texte einstellt, die sich auch mit typisch rechtsextremistischen Themen beschäftigen. Zur Information derjenigen Interessenten, die nicht über einen Internetzugang verfügen, gebe die DSG die „Schriftenreihe der Deutschen Studiengemeinschaft“ und ein Heft mit dem Titel „Informationsdienst der Deutschen Studiengemeinschaft (DSG)“ heraus.

## Umfeld und Vernetzung
Die „Deutsche Studiengemeinschaft“ pflegt enge Verbindungen mit der ebenfalls rechtsextremen „Gesellschaft für freie Publizistik“. „In beiden Organisationen trifft sich das Who-is-Who des deutschen Rechtsextremismus“.
Die DSG will – wie sie sagt – einen Beitrag leisten zu einem „Kontrastprogramm zu der täglichen Indoktrination eines ‚politisch korrekten‘, dem Zeitgeist entsprechenden Denkens, das aber eine seine Substanz und Zukunft zerstörende Wirkung hat“. Dem DSG-Führungsgremium gehören neben bekannten Rechtsextremisten auch ehemalige NPD-Spitzenfunktionäre an. Die deutschlandpolitischen Thesen der DSG wurden nicht nur von der Studiengemeinschaft selbst, sondern auch von Thomas Niggl OSB, einem dem Engelwerk angehörenden Altabt des Klosters Weltenburg, in einer Zeitschrift der Katholischen Pfadfinderschaft Europas verbreitet.

## Namensähnlichkeit
Zum gleichen Lager gehört eine ältere „Deutsch-Europäische Studiengesellschaft“ DESG mit ihrer Schriftenreihe Junges Forum.

## Weblink
Ehemalige Website der DSG (Memento vom 8. Juli 2006 im Internet Archive) im Internet Archive